# Kris i befolkningsfrågan
Kris i befolkningsfrågan är en debattbok från 1934 av Alva och Gunnar Myrdal.

## Arbete på boken
I Genève under våren 1931 skrev Gunnar och Alva Myrdal för den svenska socialdemokratiska tidskriften Tiden på en viktig artikel om socialpolitik och befolkningsfrågan. Artikeln publicerades aldrig, men det kom att bli hörnstenen till boken Kris i befolkningsfrågan tre år senare. Manuskriptet till artikeln liksom till den senare boken saknas.
I början av våren 1934 beslutade Alva och Gunnar Myrdal att återvända till manuskriptet på befolkningsfrågan och revidera, uppdatera och utöka den i bokform. För detta ändamål hyrde de en stuga i de norska fjällen. De arbetade fram sina teoretiska skillnader och producerade ett manuskript ursprungligen betitlat Befolkningsfrågan och socialpolitik. Gunnar var ansvarig för historiska, teoretiska, ekonomiska och statistiska kapitel, medan Alva utarbetat kapitlen om familjer, barn och specifika programmatiska förslag.

## Paret Myrdal

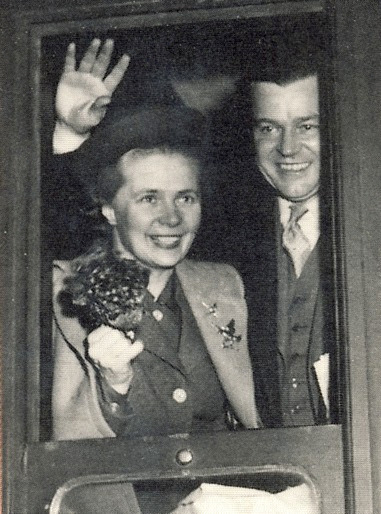
Paret Myrdal

Till de mest framstående intellektuella i 1930- och 40-talets Sverige hörde paret Alva Myrdal (Nobels fredspris 1982) och Gunnar Myrdal  (Sveriges Riksbanks pris i ekonomisk vetenskap 1974).[källa behövs] Deras politiska idéer och forskningsinsatser spelade en stor roll vid utformandet av välfärdspolitiken under folkhemstiden. I sin bok "Kris i befolkningsfrågan" formulerade de radikala reformkrav för en samhällstillvänd familjepolitik. Vid utgivningen 1934 förorsakade boken en livlig debatt.
I åtta kapitel belyser paret Myrdal i sin bok allt från Malthusianism och nymalthusianism över Svenska folkets levnadsstandard till den Familjesociologiska utvecklingen och Den nya familjen. I ett kapitel med ämnen Socialpolitiken och folkets kvalitet kommer de även in på frågan om arv eller miljö.
Till sin hjälp tar de ett stort statistiskt siffermaterial från 1920 års folkräkning, som i vissa fall uppräknas till 1934 års förhållanden.

## Den socialekonomiska bakgrunden
Det ekonomiska läget i början av 1930-talet var allvarligt. En lågkonjunktur hade drabbat västvärlden och miljoner människor gick utan arbete. Vintern 1932/33 var 200 000 människor arbetslösa i Sverige och särskild barnfamiljerna drabbades hårt, en tredjedel av barnen beräknas ha varit undernärda vid denna tid. Födelsetalen sjönk kraftigt och blev de lägsta i västvärlden. Trångboddheten i stenstadens hyreskaserner var enorm och bostadsstandarden undermålig. Av Stockholms innerstadslägenheter hade 1930 exempelvis bara 34 % ett eget bad.

## BokenKris i befolkningsfrågan
Paret Myrdals bok behandlar konsekvenserna av en fortsatt låg nativitet i Sverige. Makarna Myrdal menar att Sverige hotas av en befolkningsminskning och därmed även sänkt produktivitet och standard. De förespråkar en rad sociala reformer för att få bukt med detta problem.
Ett stort kapitel ägnas åt malthusianism och nymalthusianism som de angriper och kritiserar. De menar att det inte behövs mindre befolkningsökning utan tvärtom en ökning av nativiteten och påpekar att om fruktsamheten ytterligare avtar “så skulle vi i slutet av 1970-talet ha nästan dubbelt så många åldringar i förhållande till individer i de arbetsföra åldrarna som nu (1934)”. Detta skulle leda till allvarliga försörjningsproblem. I detta sammanhang menar makarna Myrdal att “en positiv befolkningspolitik bör icke inriktas på att få enstaka fattiga familjer att föda ett mycket stort antal barn, utan att förmå det stora flertalet att föda låt oss säga t. ex. 3 barn.”.
Grundtanken i boken var att det föds färre barn då det är ekonomiskt och boendemässigt ohållbart för familjerna. Därför måste barnfamiljerna stödjas med olika reformer som fri sjukvård, gratis skollunch, barnbidrag, större och bättre bostäder, förmånliga bostadslån och subventionerade hyror. Tanken var också att bägge föräldrarna skulle kunna jobba utanför hemmet och att det rådande patriarkala familjesystemet (yrkesarbetande far, hemmaarbetande mor) måste revideras i grunden. Om barnen placeras på någon form av institution med utbildad personal medan föräldrarna arbetar, skulle detta ge positiva ekonomiska konsekvenser samt pedagogiska fördelar för det enskilda barnet. 
Paret Myrdal såg mycket allvarligt på bostadsfrågan. Trångboddhet och låg bostadsstandard gav särskilt barnen dåliga uppväxtmiljöer som kunde leda till "fysiska och psykiska skadeverkningar", hävdade de.

### Partiellt arbetsföra
Fackföreningsrörelsens krav på kollektivavtal med högre löner och kortare arbetsdag drev på näringslivets rationalisering. De högre krav som nu ställdes på arbetarna gjorde det svårare för personer med olika funktionshinder att hävda sig i konkurrensen. I ett kapitel om folkets kvalitet gick författarna in på denna fråga. Man vädjade till LO att inte hindra de funktionshindrades inkludering i samhället.  Makarnas inlägg i denna debatt togs upp av Stockholms kommun, och ledde sedermera till att en utredning, kommittén för partiellt arbetsföra, tillsattes. Citat från denna del av boken har använts för att anklaga dem för stöd till rasbiologi.

## Konsekvenser
Många av paret Myrdals idéer förverkligades under 1930- och 1940-talen. Speciellt bostadsbyggandet tog fart i Stockholm under Axel Dahlberg, fastighetsdirektör åren 1933-1945. Småhusområden som Norra och Södra Ängby i Bromma samt flerfamiljshus i Hammarbyhöjden och Traneberg byggdes i rask takt. Ett inslag var de så kallade barnrikehusen, dessa var särskild anpassade till arbetarfamiljernas svaga ekonomi. Barnen som flyttade in här kallades “Myrdalingarna”. År 1937 infördes inkomstprövat barnbidrag,  1943 (efter en statlig utredning) beslutas om statsbidrag till förskolor och 1946 infördes fri skollunch. Den summerade fertiliteten i Sverige hade sjunkit 1935 till 1,8 barn/kvinna. Tio år senare hade den stigit till 2,7.

## Utgåvor
- 1997 – Myrdal, Alva; Myrdal, Gunnar (1997). Kris i befolkningsfrågan